# Étienne Gajan
Étienne Gajan, né le 27 décembre 1890 à Toulouse et mort le 14 janvier 1978 dans la même ville, est un athlète français spécialiste du saut à la perche.

## Carrière
Il est sacré champion de France du saut à la perche en 1918. Aux Jeux olympiques d'été de 1920 à Anvers, il participe aux qualifications du saut à la perche.

## Référence
1. ↑  Archives municipales de Toulouse, année 1890, acte de naissance no 2577, vue 123/204, avec mention marginale de décès